# Studencki Biuletyn Historyczny
Studencki Biuletyn Historyczny – periodyk wydawany nieregularnie od 1999 do 2003 roku. Wydawcą było Studenckie Koło Naukowe Historyków Uniwersytetu Łódzkiego. Publikowane są w nim: artykuły naukowe i recenzje studentów historii UŁ.